# زفينيغورود
زفينيغورود (بالروسية: Звенигород) هي إحدى مدن روسيا في الكيان الفدرالي الروسي موسكو أوبلاست.

## توأمة
لزفينيغورود اتفاقيات توأمة مع كل من:
- Santa Vittoria in Matenano [الإنجليزية]‏
- موجيلوف

## أعلام
- ليوبوف أورلوفا